# رئيس الجامعة الأردنية
يتولى رئيس الجامعة الأردنية دوراً محورياً كمسؤول حكومي كبير يُشرف على إدارة أكبر وأقدم جامعة حكومية في الأردن، ويعكس التعيين، الذي يصدر بإرادة ملكية من العاهل الأردني بناء على توصية مجلس الأمناء، النفوذ والمسؤولية الكبيرة المرتبطة بهذا المنصب. رئيس الجامعة هو حامل أعلى منصب في الجامعة ويقع على رأس التسلسل الهرمي. من خلال فروع الجامعة الأردنية في عمّان والعقبة، تحوي الجامعة مجتمع أكاديمي ضخم يضم ما يزيد عن 1600 عضو هيئة تدريس وأكثر من 50,000 طالب موزعين على 25 كلية.
يتحمل الرئيس، بصفته الرئيس التنفيذي للجامعة، دورًا متعدد الأوجه يشمل المسؤوليات الأكاديمية والإدارية والمالية، ومع مراعاة مساءلة مجلس الأمناء يتمتع الرئيس بسلطة تحديد واعتماد سياسات وإجراءات الجامعة، ويتضمن ذلك مراجعة السياسات الإدارية والأكاديمية العامة التي تتماشى مع رسالة المؤسسة واحتياجات المجتمع. ويلعب الرئيس أيضًا دورًا حاسمًا في التعيينات، من نواب الرئيس إلى عمداء الكليات، ويشرف على إنشاء وتعديل الكليات والأقسام والمراكز والمعاهد والبرامج الدراسية.

## عملية الاختيار
تشمل شروط تعيين رئيس الجامعة الأردنية فترة ولاية مدتها أربع سنوات قابلة للتجديد مرة واحدة، على أن يكون المُعين أردني الجنسية ويحمل رتبة أستاذ كعضو هيئة تدريس. ويأتي التعيين بإرادة ملكية بناء على توصية مجلس الأمناء، والاختيار يكون من قائمة تضم ثلاثة مرشحين يقترحها المجلس.

## الصلاحيات والواجبات

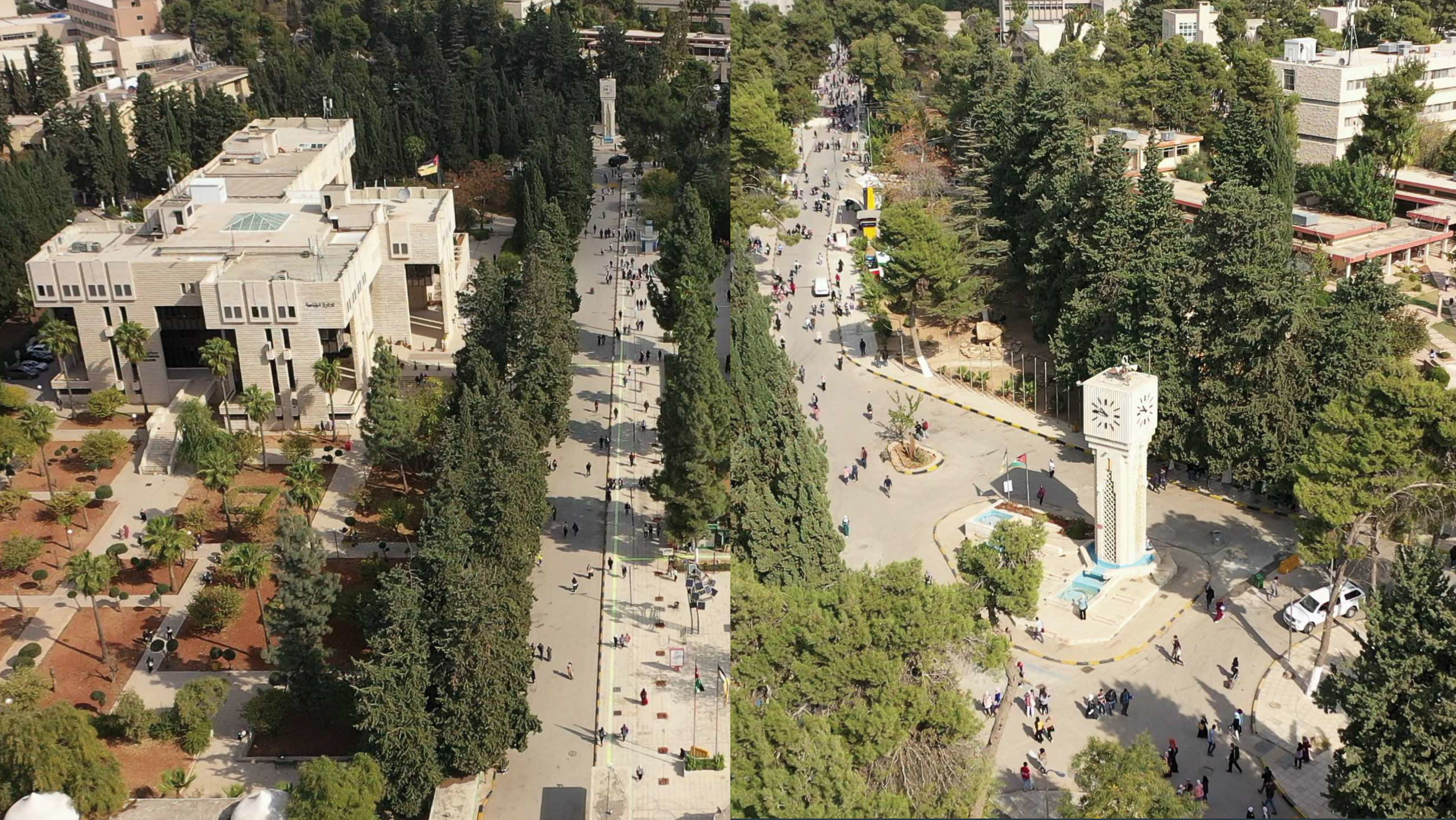
صورة جوية لحرم الجامعة.

تشمل مسؤوليات الرئيس المتعددة الأوجه صياغة السياسات، وإدارة شؤون الموظفين، وإنفاذ المعايير الأخلاقية، والتمثيل الخارجي، وإدارة الأزمات، وتوجيه الجامعة بشكل جماعي نحو أهدافها الشاملة والحفاظ على نزاهتها ضمن المشهد الأكاديمي الأوسع. يتمتع الرئيس بسلطة كبيرة في تشكيل مسار الجامعة ليس فقط من خلال تحديد السياسات والإجراءات بل أيضًا الموافقة عليها. ويشمل ذلك مراجعة شاملة لكل من السياسات الإدارية والأكاديمية العامة، مما يضمن توافقها بسلاسة مع المهمة الشاملة للمؤسسة وتلبية الاحتياجات المتطورة للمجتمع. بالإضافة إلى الدور المحوري في تشكيل السياسات، يتولى الرئيس موقعًا حاسمًا في الشبكة المعقدة لإدارة شؤون الموظفين، من تعيين نواب الرئيس إلى العمداء، هناك إشراف مباشر على إنشاء أو تعديل الكليات أو الأقسام أو المراكز أو المعاهد أو البرامج الدراسية. الرئيس هو، في جوهره، مهندس المشهد الأكاديمي للجامعة.
يتولى الرئيس مسؤولية الموافقة على مدونة قواعد السلوك بالجامعة، وهي وثيقة تأسيسية توجه المعايير الأخلاقية والسلوكية داخل المجتمع الأكاديمي. ويمتد دوره إلى ما هو أبعد من الحرم الجامعي حيث يعمل الرئيس كممثل رسمي في مجالات متنوعة، بما في ذلك التفاعلات مع الهيئات الحكومية، والمثول أمام المحاكم، والمشاركة في الاجتماعات العامة والرسمية.
بصفته عضوًا بحكم منصبه في مجلس الأمناء، يمتد تأثير الرئيس إلى تعيينات أعضاء هيئة التدريس، والتجديدات، وإنهاء الخدمة، وبالتالي يلعب دورًا حاسمًا في تشكيل أعضاء هيئة التدريس.
في أوقات الضرورة أو الظروف غير المتوقعة، يتمتع الرئيس بسلطة تقديرية لتعليق الدراسة جزئيًا أو كليًا. وتؤكد هذه القدرة على اتخاذ قرارات سريعة دور الرئيس باعتباره صانع القرار النهائي، مما يضمن سلامة مجتمع الجامعة.

## مساعديه ونوابه

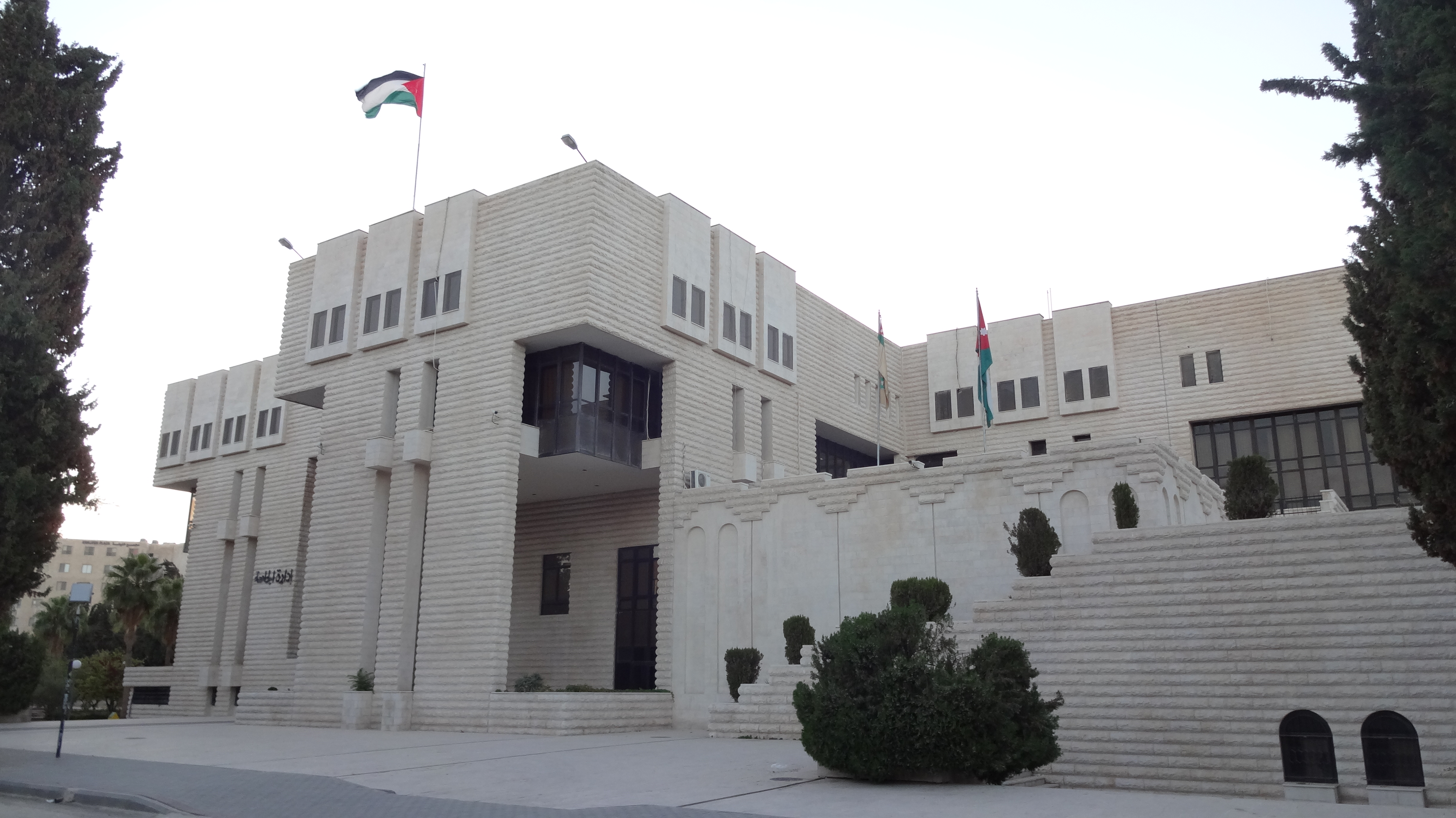
مبنى رئاسة الجامعة، حيث يقع مكتب الرئيس.

رئيس الجامعة هو حامل أعلى منصب في الجامعة ويقع على رأس التسلسل الهرمي، وفي الوقت نفسه، يحتل نائب رئيس الجامعة أعلى المستويات داخل مجموعات الكلية.
أثناء الخوض في الفريق التنفيذي للرئيس، يتولى خمسة نواب رئيسيين أدوارًا محورية. ومن بين هؤلاء نائب رئيس كليات العلوم الإنسانية، المسؤول عن تشكيل المشهد الأكاديمي في هذا المجال، وبالمثل، يركز نائب الرئيس للكليات العلمية على تعقيدات التخصصات العلمية، بما يضمن نموها وتطورها. يتولى نائب الرئيس للشؤون الإدارية الجوانب الإدارية، مما يؤدي إلى تبسيط الكفاءة التنظيمية.
علاوة على ذلك، يلعب نائب الرئيس للتخطيط والتطوير والشؤون المالية دورًا حاسمًا في توجيه مسار الجامعة نحو الأهداف الإستراتيجية. وأخيرًا، يقود نائب الرئيس لشؤون المراكز وخدمة المجتمع، والذي يشغل أيضًا منصب رئيس فرع العقبة، مبادرات التفاعل مع المجتمع.

## قائمة الرؤساء
هذه قائمة برؤساء الجامعة الأردنية منذ تأسيسها:
| اسم الرئيس                          | الصورة | تاريخ استلام المنصب | تاريخ الانتهاء من المنصب | مدة الرئاسة       |
| ----------------------------------- | ------ | ------------------- | ------------------------ | ----------------- |
| ناصر الدين الأسد (الفترة الأولى)    |        | 26 شباط 1966        | 20 أغسطس 1968            | 2 سنوات و176 أيام |
| عبد الكريم خليفة                    |        | 21 أغسطس 1968       | 15 أغسطس 1971            | 2 سنوات و359 أيام |
| عبد السلام المجالي (الفترة الأولى)  |        | 18 أغسطس 1971       | 10 حزيران 1976           | 4 سنوات و297 أيام |
| إسحاق أحمد فرحان                    |        | 10 حزيران 1976      | 6 نيسان 1978             | 1 سنة و300 أيام   |
| ناصر الدين الأسد (الفترة الثانية)   |        | 1 حزيران 1978       | 20 أيلول 1980            | 2 سنوات و111 أيام |
| عبد السلام المجالي (الفترة الثانية) |        | 21 أيلول 1980       | 9 يوليو 1989             | 8 سنوات و261 أيام |
| محمود السمرة                        |        | 10 يوليو 1989       | 16 أغسطس 1991            | 2 سنوات و37 أيام  |
| فوزي غرايبة                         |        | 17 أغسطس 1991       | 20 أغسطس 1998            | 7 سنوات و3 أيام   |
| وليد المعاني                        |        | 20 أيلول 1998       | 15 يناير 2002            | 3 سنوات و117 أيام |
| عبد الله الموسى                     |        | 11 شباط 2002        | 2 كانون الأول 2004       | 2 سنوات و295 أيام |
| عبد الرحيم الحنيطي                  |        | 5 كانون الأول 2004  | 30 أيار 2007             | 2 سنوات و176 أيام |
| خالد الكركي                         |        | 31 أيار 2007        | 27 يوليو 2010            | 3 سنوات و57 أيام  |
| عادل الطويسي                        |        | 15 أيلول 2010       | 1 شباط 2012              | 1 سنة و139 أيام   |
| اخليف الطراونة                      |        | 25 آذار 2012        | 16 آذار 2016             | 3 سنوات و357 أيام |
| عزمي محافظة                         |        | 16 نيسان 2016       | 14 يونيو 2018            | 2 سنوات و59 أيام  |
| عبد الكريم القضاة                   |        | 30 أغسطس 2018       | 4 أغسطس 2021             | 2 سنوات و339 أيام |
| نذير عبيدات                         |        | 4 أغسطس 2021        | لغاية الآن               | 3 سنوات و348 أيام |

## ما بعد الرئاسة
تنتهي خدمة الرئيس بانتهاء مدة ولايته أو قبول الاستقالة أو الوفاة. ويكون العزل من الوظيفة بقرارات يتخذها مجلس الجامعة أو مجلس الأمناء بناء على توصية مسببة. في حالة انتهاء خدمة الرئيس تطبق شروط معينة، والجدير بالذكر أن الرئيس الذي خدم في الجامعة قبل تعيينه يحصل على مكافأة نهاية الخدمة ويتم احتساب مستحقاته المالية على أساس مدة عمله في الجامعة. ويحتفظ الرئيس عند تركه منصبه برتبة أستاذ.